# Cernat (okręg Covasna)
Cernat (węg. Csernáton) – wieś w Rumunii, w okręgu Covasna, w gminie Cernat. W 2011 roku liczyła 3295 mieszkańców.